# Sava Antić
Sava Antić (Belgrado, 1 de março de 1930 - 26 de julho de 1998) foi um futebolista iugoslavo, medalhista olímpico. 

## Carreira
Sava Antić fez parte do elenco medalha de prata, nos Jogos Olímpicos de 1956, como atacante de origem, mas ficando na reserva.

## Ligações Externas
- Perfil de Antic